# Bãi biển

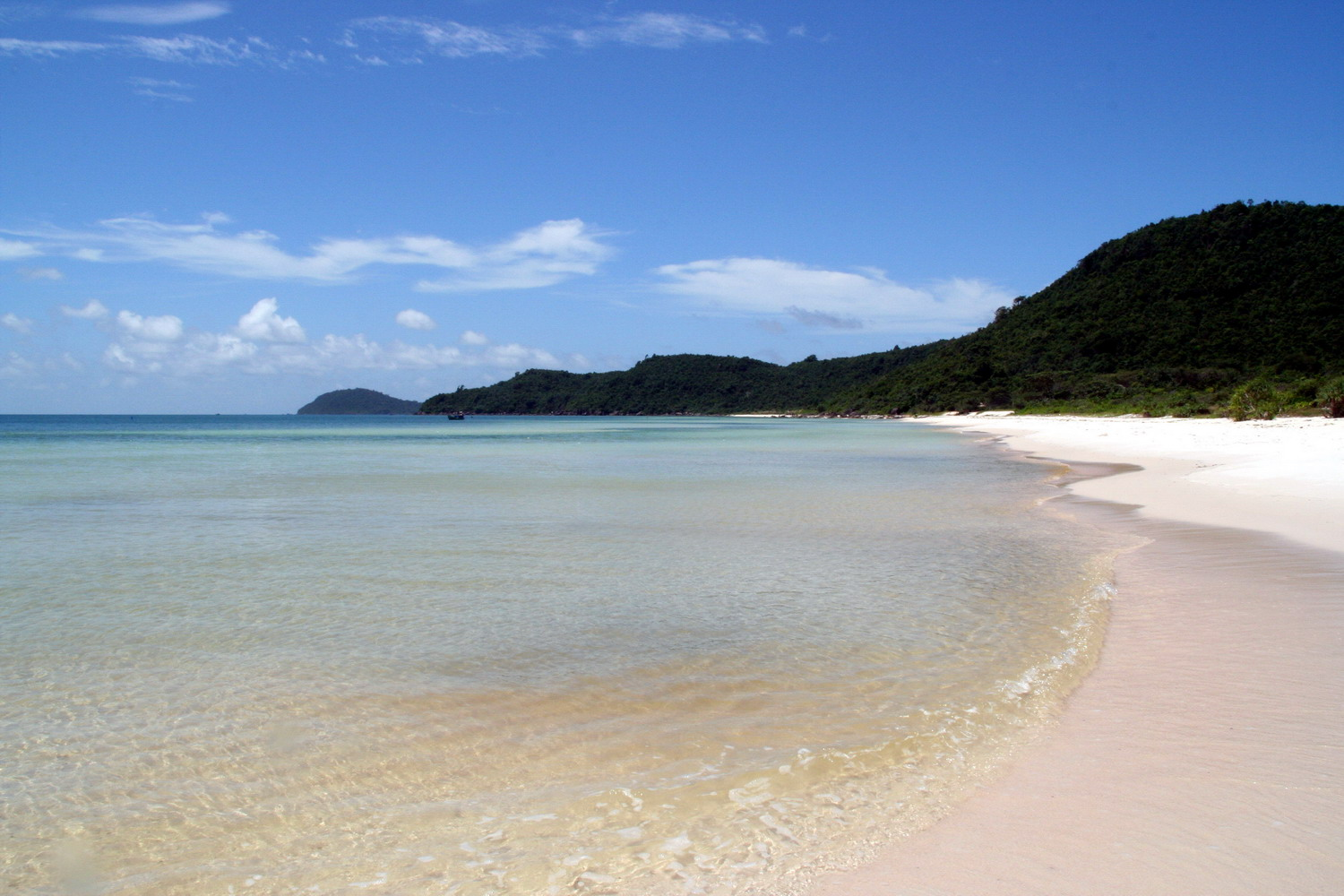
Bãi biển Phú Quốc

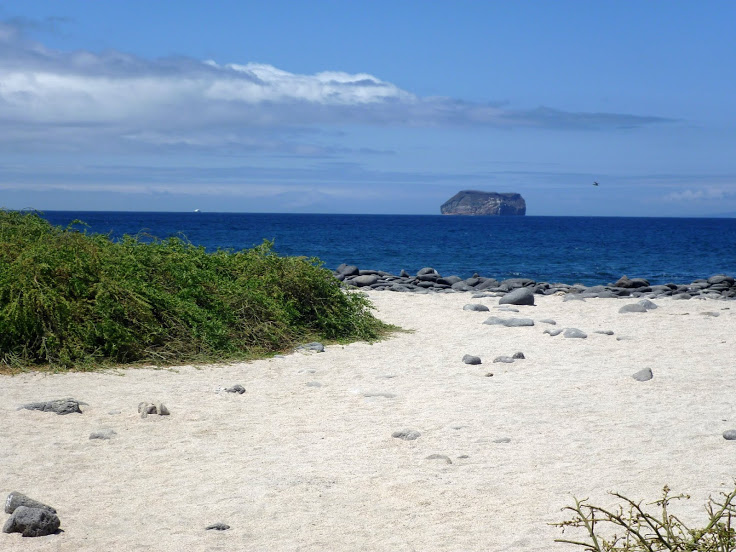
Bãi biển Quần đảo Galápagos

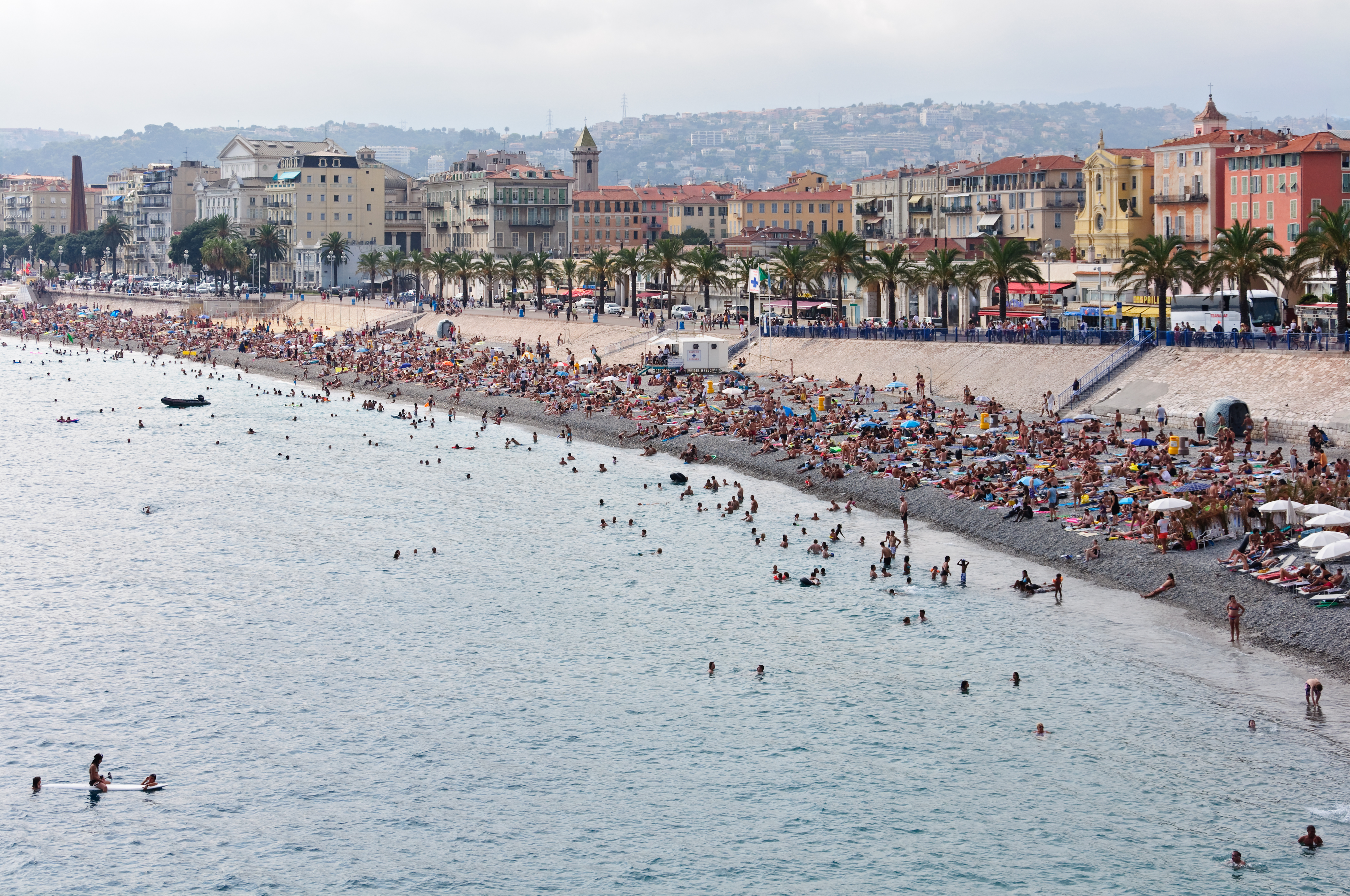
Bãi biển công cộng ở Nice, Côte d'Azur, Pháp.

Bãi biển là một dạng địa hình địa chất bằng phẳng trải dài dọc theo bờ biển của một đại dương, một vùng biển hay hồ, sông với một diện tích rộng. Nó thường bao gồm cát hoặc sỏi đá, đá cuội. Bãi biển hoang dã là những bãi biển mà không có sự hiện diện thường xuyên của con người hoặc các thiết bị, nhân viên cứu hộ hoặc các phương tiện hiện đại gần đó, chẳng hạn như khu nghỉ mát và khách sạn nó là những bãi biển chưa khai phá, phát triển hoặc chưa được khám phá.

## Tổng quan

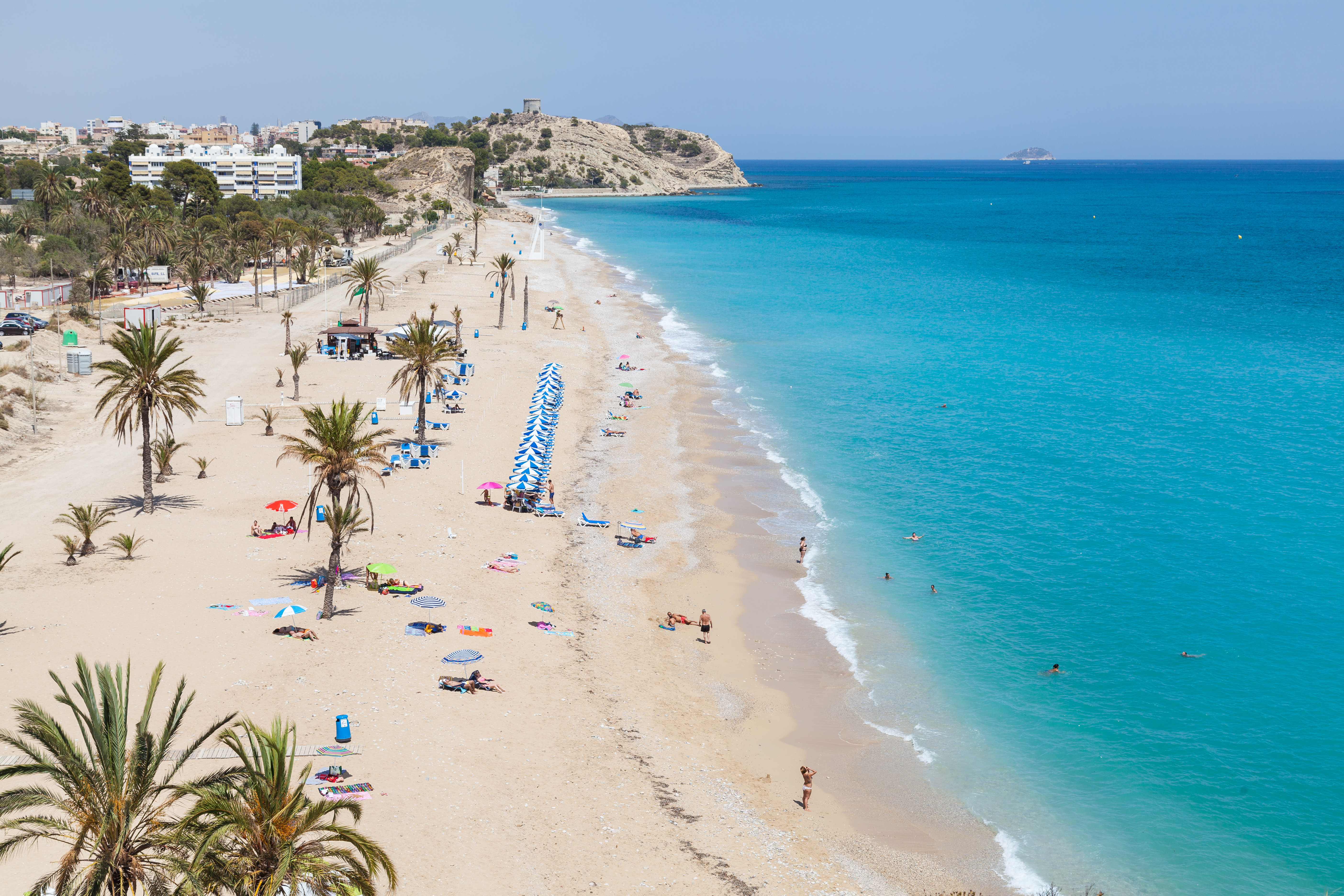
Playa Paraíso, Villajoyosa, Costa Blanca, Tây Ban Nha

Bãi biển thường xuất hiện ở khu vực dọc theo bờ biển có sóng đặc trưng. Bãi biển nhân tạo là những bãi biển do con người xây dựng bằng các phương pháp hiện đại để tạo cảnh quan giống như thật. Các bãi biển thường có hệ sinh thái nhất định. Ngày nay bãi biển là nơi phục vụ cho hoạt động tắm biển của con người, các hoạt động du lịch, vui chơi, giải trí. Mặc dù các bờ biển có liên quan với từ bãi biển, bãi biển được hình thành bởi các hồ và cùng với các con sông lớn, cũng như các biển hay đại dương.
Bãi biển là kết quả của những làn sóng bởi sóng hoặc dòng di chuyển của cát trầm tích và lắng đọng, tập trung tại một địa điểm cụ thể. Một số bãi cát trắng trên bãi biển xuất phát từ sự xói mòn của thạch anh ở dãy núi kề cận và rặng san hô ngoài khơi là một nguồn quan trọng dẫn đến các hạt cát. Hình dạng của một bãi biển phụ thuộc vào có hay không những con sóng. Sóng đẩy các vật liệu tấp vào bờ hình thành nên các bãi.

## Sử dụng

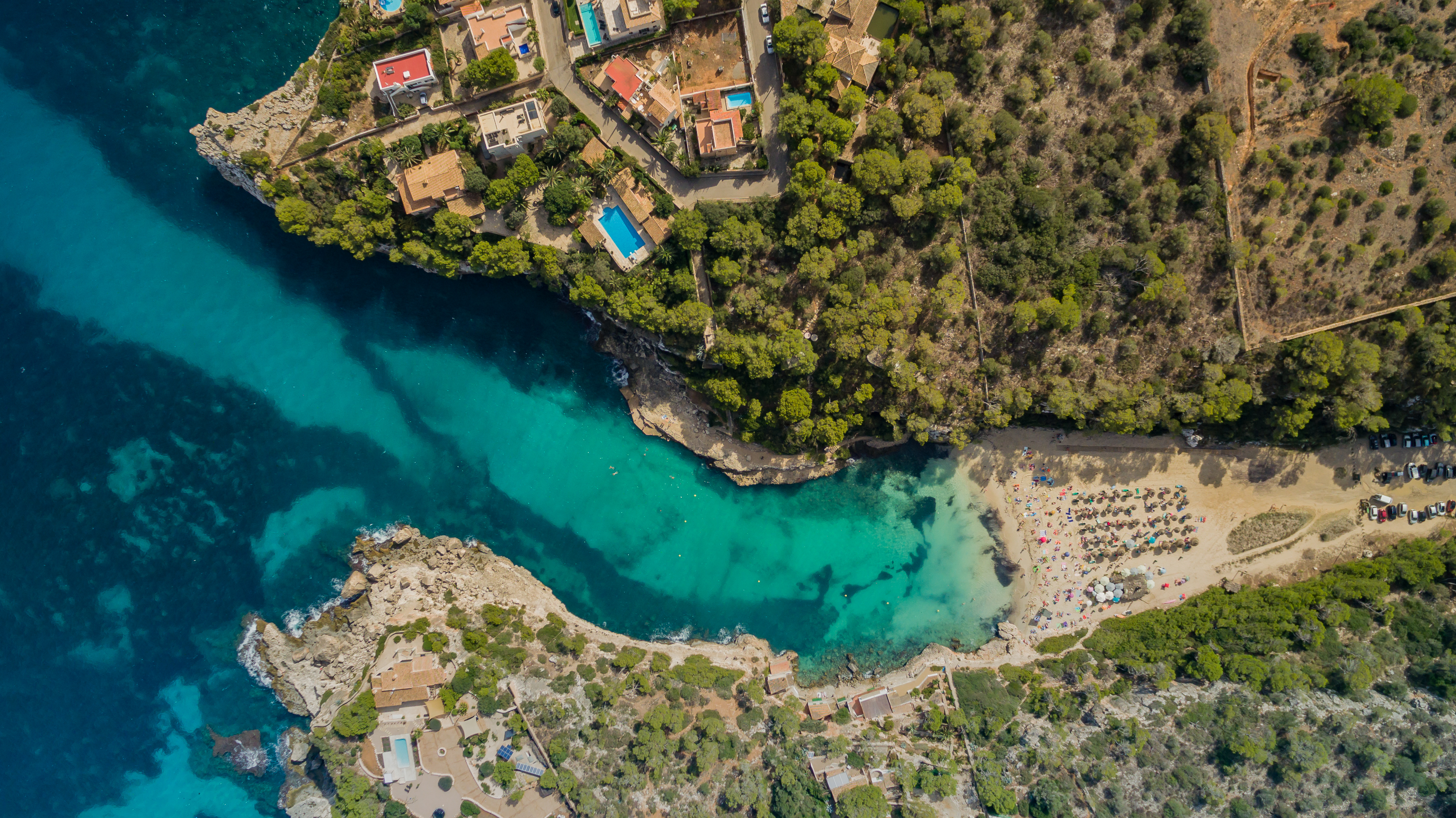
Bãi biển Cala Llombards ở Mallorca

Nhiều bãi biển rất phổ biến vào những ngày nắng ấm hoặc mùa hè. Trong thời nay nhiều khu nghỉ mát ở bãi biển đã được dựng lên và đã được trang bị hiện đại phục vụ tối đa cho du khách. Thông thường, những người đến tắm bãi biển hay mặc các loại áo quần mát mẽ, bó sát như bộ bikini, bộ đồ bơi, quần short ngắn, quần đùi, quần lót, dép bãi biển dành cho phụ nữ, đối với nam giới họ thường ở trần và đi chân đất. Do áp lực sinh hoạt của con người với cường độ cao và dân số không ngừng tăng, một số bãi biển sử dụng chôn lấp chất thải và xả rác, nhiều bãi biển là một khu vực xả nước thải từ đó gây ra ô nhiễm môi trường.